# Tałabski Pułk Strzelecki
Tałabski Pułk Strzelecki (ros. Талабский стрелковый полк) – jednostka wojskowa białych podczas wojny domowej w Rosji

## Geneza
Od 10 października 1918 r. w Pskowie i okolicach biali rozpoczęli formowanie Pskowskiego Korpusu Ochotniczego. W tym czasie Wyspy Tałabskie, leżące w południowo-wschodniej części Jeziora Pejpus, były zajęte przez bolszewików. Ich rządy doprowadziły do kilku buntów mieszkających na wyspach rybaków, które jednak były zduszone. Kiedy doszły do nich informacje o tworzeniu w Pskowie białych oddziałów wojskowych, postanowili sprowadzić na wyspy część białogwardzistów, aby pomogli im wygnać bolszewików. W tym celu 1,5 tys. synów rybaków, udając rekrutów do wojsk bolszewickich, zbiegło z punktu werbunkowego we wsi Toroszino do Pskowa. Następnie w nocy z 20 na 21 października 1918 r. powrócili statkiem wraz z białymi oficerami na wyspy, pokonując 50-osobowy bolszewicki garnizon, który po kilku strzałach poddał się.

## Batalion Tałabski
Pod koniec października 1918 r. został sformowany z rybaków tałabskich Batalion Tałabski, liczący ok. 700 żołnierzy. Na jego czele stanął sztabsrotmistrz Borys S. Permikin, który prawdopodobnie wcześniej uczestniczył w desancie na Wyspy Tałabskie. Batalion wszedł w skład 2 Dywizji Strzeleckiej I Korpusu Strzeleckiego Armii Północno-Zachodniej. W listopadzie, podczas ofensywy wojsk bolszewickich na Psków, batalion został przeniesiony na estoński brzeg Jeziora Pejpus, a następnie skierował się do Derptu na spotkanie z pułkiem Stanisława Bułak-Bałachowicza. Dowództwo I Korpusu Strzeleckiego wydało batalionowi rozkaz przeprowadzenia desantu na wschodnim brzegu Jeziora Pejpus, zajęcia monasteru Przemienienia Pańskiego Eleazara Pskowskiego i przedostania się na tyły atakujących Psków wojsk bolszewickich, ale nie dotarł on do płk. B. S. Permikina.

## Tałabski Pułk Strzelecki
W marcu 1919 r. batalion został rozwinięty do wielkości pułku jako 6 Tałabski Pułk Strzelecki. Składał się z trzech batalionów (w skład 1 batalionu wchodzili rybacy z Wysp Tałabskich, 2 – staroobrzędowcy-ochotnicy ze wsi w rejonie Gatczyny, zaś 3 – b. jeńcy bolszewiccy). W kwietniu tego roku został przeniesiony pod Narwę.
W maju brał udział w składzie 3 Dywizji Strzeleckiej w pierwszej ofensywie Armii Północno-Zachodniej na Piotrogród. Atakował w kierunku Gatczyny. Zajął przeprawy przez rzekę Pljussa, a następnie wieś Kikiereno. Potem przeszedł do wsi Wyru, gdzie ubezpieczał przejście bolszewickiego 3 Piotrogradzkiego Pułku Strzeleckiego na stronę białych. Na koniec powrócił do Kikiereno. W sierpniu w wyniku ataku bolszewickich oddziałów 7 Armii był zmuszony cofnąć się do brzegu rzeki Ługi. 23 sierpnia pułk został przeniesiony do Pskowa w celu zaprowadzenia porządku i zapobieżenia grabieżom, prowadzonym przez oddziały S. Bułak-Bałachowicza. Jego sztab i część żołnierzy zostali aresztowani, a on sam zbiegł do Estonii. Następnie pułk powrócił na pozycje nad Ługą, wchodząc wraz z Siemionowskim Pułkiem Strzeleckim w skład 2 Brygady Strzeleckiej dowodzonej przez jego dowódcę płk. B. S. Permikina.
W październiku uczestniczył w drugiej ofensywie na Piotrogród. Sforsował Ługę i wyszedł na wieś Wołosowo. 15 października zdobył wieś Jelizawietino, a w następnych dniach Ontołowo pod Carskim Siołem. 18 października zajął Gatczynę. 21 października, wbrew rozkazom, podszedł pod wieś Aleksandrowskaja, skąd gen. mjr B. S. Permikin postanowił samowolnie zaatakować wraz z 3 Dywizją Strzelecką na Carskie Sioło. W rezultacie bolszewickie oddziały 7 Armii weszły w lukę między 2 Dywizją Strzelecką i pozostałymi oddziałami 2 Brygady Strzeleckiej i rozbiły 11 Wiatski Pułk Strzelecki. 2 Brygada Strzelecka, w tym Tałabski Pułk Strzelecki, zostały zmuszone do odwrotu nad Ługę, pociągając za sobą pozostałe oddziały Armii Północno-Zachodniej. Wobec ofensywy wojsk bolszewickich gen. B. S. Permikin dostał rozkaz odwrotu do Jamburga. W obu nieudanych ofensywach na Piotrograd 6 Tałabski Pułk Strzelecki odznaczył się dużym męstwem, będąc jedną z najlepszych jednostek wojskowych Armii Północno-Zachodniej.

## Ostatnie walki
20 listopada gen. B. S. Permikin odszedł z dowództwa pułku. Zimą 1919/1920 r., podczas odwrotu Armii Północno-Zachodniej w kierunku granicy estońskiej, pułk osłaniał oddziały białych wzdłuż rzeki Narwy. Był wówczas atakowany z prawego brzegu przez wojska bolszewickie, a z lewego – ostrzeliwany przez Estończyków. Po przejściu na terytorium Estonii wraz z pozostałymi oddziałami Armii Północno-Zachodniej został rozbrojony i internowany.
W 2007 r. na największej wyspie Tałabsk został postawiony krzyż z tekstem na metalowej tabliczce upamiętniającym żołnierzy 6 Tałabskiego Pułku Strzeleckiego.